# Aristoteles und Dante entdecken die Geheimnisse des Universums (Film)
Aristoteles und Dante entdecken die Geheimnisse des Universums (Originaltitel: Aristotle and Dante Discover the Secrets of the Universe) ist ein Filmdrama von Aitch Alberto. Der Film basiert auf dem gleichnamigen Roman von Benjamin Alire Sáenz, spielt in El Paso und erzählt die Geschichte zweier Teenager. Der Film feierte im September 2022 beim Toronto International Film Festival seine Premiere und kam im September 2023 in die US-Kinos. Der Kinostart in Deutschland erfolgte im Februar 2024.

## Handlung
Der Teenager Aristoteles alias „Ari“ lebt im texanischen El Paso, trägt viel Wut in sich und fühlt sich von seinem Umfeld unverstanden. Er ist von Angst und Selbstzweifeln geplagt und glaubt, für immer allein zu sein. Die Dinge ändern sich, als er an einem schwülen Sommertag im Jahr 1987 im Schwimmbad Dante kennenlernt. Die beiden Einzelgänger fangen an, Zeit miteinander zu verbringen, und entdecken, dass sie trotz aller Unterschiede viel verbindet. Der freigeistige Besserwisser Dante hilft Ari, seine Gefühle gegenüber seiner Familie und seine Ängste um sein Leben und seine Zukunft unter Kontrolle zu bringen und die Welt mit anderen Augen zu sehen. Gemeinsam entwickeln sie die Angewohnheit, wann immer möglich, barfuß zu laufen.
Ihr Sommer voller Abenteuer findet jedoch ein jähes Ende, als Dante mit seinen Eltern Soledad und Sam Quintana von El Paso nach Chicago gehen muss. Von Dante mit ein wenig mehr Selbstvertrauen ausgestattet, beginnt Ari etwas freier zu leben. Er bekommt seinen ersten Job, lernt ein Mädchen kennen und stellt sich die Frage, weshalb sein Bruder im Gefängnis sitzt und warum seine Eltern Liliana und Jamie Mendoza über die Sache nicht sprechen wollen. Bis zu Dantes Rückkehr im Sommer 1988 schreiben sich die beiden Teenager Briefe.

## Produktion

### Literarische Vorlage

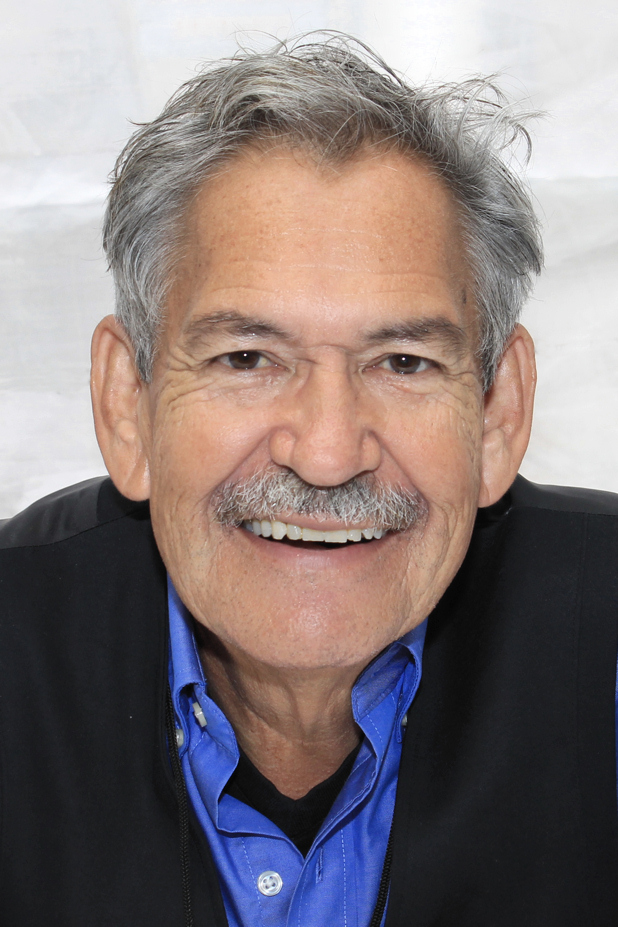
Der Film basiert auf einem Roman von Benjamin Alire Sáenz

Der Film basiert auf dem YA-Roman Aristotle and Dante Discover the Secrets of the Universe von Benjamin Alire Sáenz aus dem Jahr 2012. In einer deutschen Übersetzung von Brigitte Jakobeit wurde dieser 2014 unter dem Titel Aristoteles und Dante entdecken die Geheimnisse des Universums im Thienemann Verlag veröffentlicht. Der Roman wurde 2013 mit dem Stonewall Book Award ausgezeichnet, gelangte im gleichen Jahr in die Top 10 der ALA Best Books for Young Adults, war 2015 für den Deutschen Jugendliteraturpreis nominiert und befand sich auch in der Shortlist des Buxtehuder Bullen.

### Filmstab, Besetzung und Dreharbeiten
Regie führte Aitch Alberto, die auch Sáenz' Roman für den Film adaptierte. Es handelt sich um ihren zweiten Spielfilm nach Hara Kiri aus dem Jahr 2016. Zuvor drehte Alberto eine Reihe von Kurzfilmen.
Die Nachwuchsdarsteller Max Pelayo und Reese Gonzales spielen in den Titelrollen Aristotles Mendoza und Dante Quintana. Pelayo war zuvor in der Fernsehserie Panic zu sehen, in der er einen Studenten spielte. Gonzales wiederum war in Serien wie Young Sheldon, The Terminal List, Kidding und The Birthday Boys und dem Kurzfilm White Shoe zu sehen. Kevin Alejandro und Eva Longoria spielen Dantes Eltern Sam und Soledad und Eugenio Derbez und Veronica Falcón Aris Eltern Jamie und Liliana. In weiteren Rollen sind Luna Blaise als Elena Tellez und die Kolumbianerin Isabella Gomez als Gina Navarro zu sehen.
Die Dreharbeiten fanden von Anfang Oktober bis Anfang November 2021 statt, überwiegend in und um die texanische Stadt El Paso. Als Kameramann fungierte der Grieche Akis Konstantakopoulos.

### Filmmusik, Marketing und Veröffentlichung
Die Filmmusik komponierte Isabella Summers, Mitglied von Florence + the Machine. Das Soundtrack-Album mit insgesamt 18 Musikstücken wurde Anfang Januar 2024 als Download veröffentlicht.
Die Premiere erfolgte am 9. September 2022 beim Toronto International Film Festival. Im Januar 2023 wurde er beim Palm Springs International Film Festival und im März 2023 beim Miami Film Festival gezeigt. Ende Juni 2023 wurde der erste Trailer veröffentlicht. Im Juli 2023 wurde er beim Outfest LA Film Festival vorgestellt. Anfang September 2023 wurde er beim Festival des amerikanischen Films in Deauville im Hauptwettbewerb vorgestellt. Am 8. September 2023 kam der Film in die US-Kinos. Ende September, Anfang Oktober 2023 wurde er beim Filmfest Hamburg gezeigt. Der Kinostart in Deutschland erfolgte am 8. Februar 2024. Ebenfalls im Februar 2024 wurde er beim Queer Screen Mardi Gras Film Festival in Sydney gezeigt.

### Synchronisation
Die deutsche Synchronisation entstand nach einem Dialogbuch und der Dialogregie von Gerd Naumann im Auftrag der Think Global Media GmbH in Berlin.

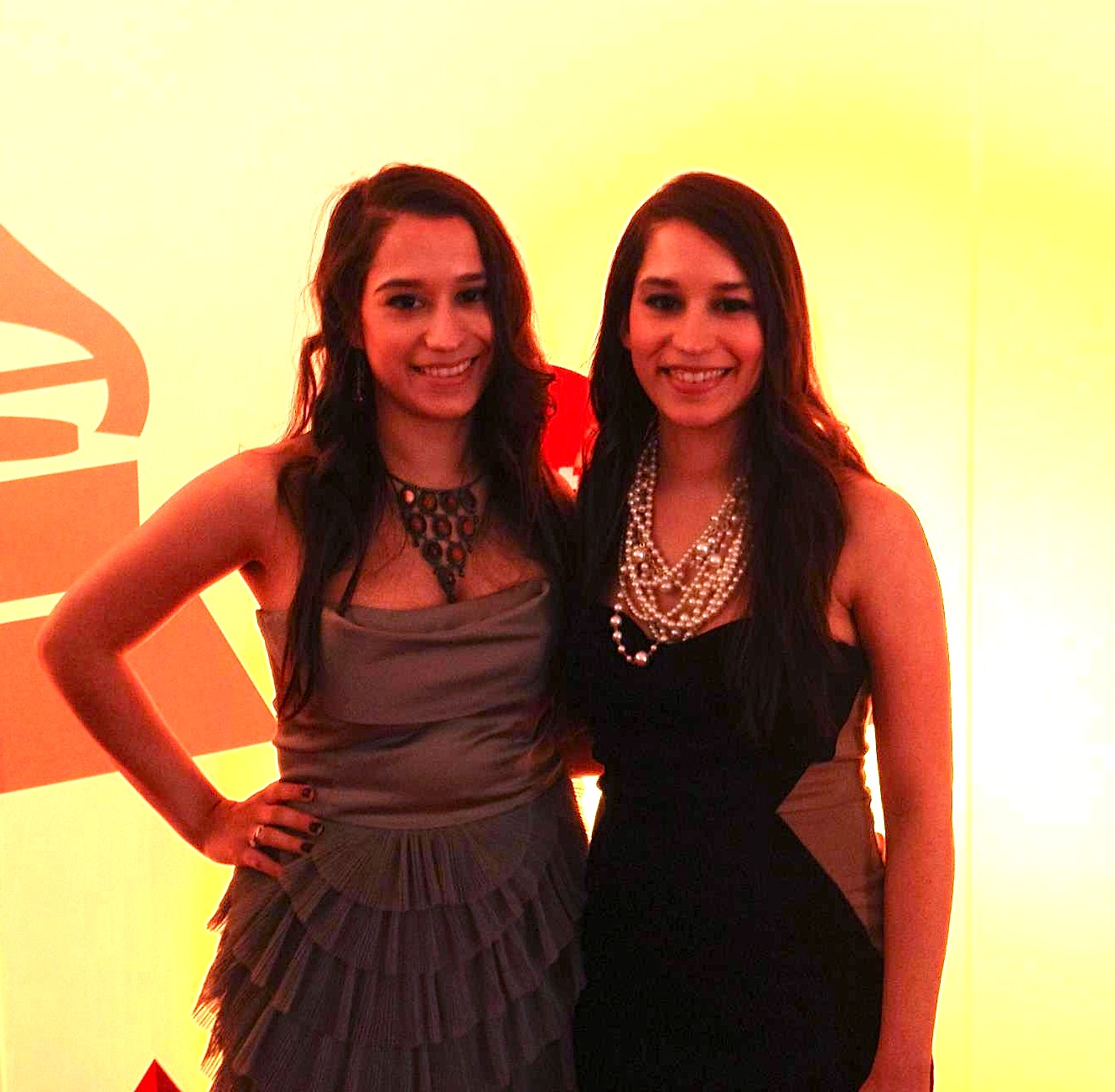
Die Zwillinge Melissa und Michelle Macedo spielen Verá und Emmy Mendoza

| Darsteller      | Synchronsprecher     | Rolle                     |
| --------------- | -------------------- | ------------------------- |
| Max Pelayo      | Flemming Stein       | Aristotles „Ari“ Mendoza  |
| Reese Gonzales  | Tom Raczko           | Dante Quintana            |
| Veronica Falcón | Andrea Aust          | Liliana Mendoza           |
| Marlene Forte   | Iris Artajo          | Tante Ophelia             |
| Eva Longoria    | Anna Carlsson        | Soledad Quintana          |
| Kevin Alejandro | Dennis Schmidt-Foß   | Sam Quintana              |
| Marcelo Olivas  | Daniel Johannes      | Betrunkener an Tankstelle |
| Diego Parra     | Carlos Fanselow      | Daniel                    |
| Luna Blaise     | Marie Hinze          | Elena Tellez              |
| Melissa Macedo  | Lin Gothoni          | Elvira 'Verá' Mendoza     |
| Michelle Macedo | Karolina Nägele      | Emilia 'Emmy' Mendoza     |
| Isabella Gomez  | Julia Bautz          | Gina Navarro              |
| Eugenio Derbez  | Matthias Deutelmoser | Jaime Mendoza             |
| Maynor Alvarado | Rajko Geith          | Julian Enriquez           |
| Emiliano Torres | Sebastian Borucki    | Onkel Juanito             |
| Hanani Taylor   | Lin Gothoni          | Susie Byrd                |

## Rezeption

### Kritiken
Von den bei Rotten Tomatoes aufgeführten Kritiken sind 88 Prozent positiv bei einer durchschnittlichen Bewertung mit 7 von 10 möglichen Punkten.
Peter Debruge von Variety schreibt, in Benjamin Alire Sáenz’ Romanvorlage für den Film hätten Teenager, die an sich selbst zweifeln, eine altersgerechte Parabel über zwei Jungen gefunden, die sich buchstäblich anbeten, von denen sich jedoch nur einer als schwul identifiziert. Die Veröffentlichung des Films sei nun zu einem Zeitpunkt gekommen, der genau der richtige ist, und Drehbuchautorin und Regisseurin Aitch Alberto habe es auf beeindruckende Weise geschafft, die Komplexität der Romanthemen auf den Film zu übertragen. Sie sei dabei große Risiken eingegangen, lasse sie doch minderjährige Jungen in der Geschichte Bier kaufen, Gras rauchen und mit ihren Aggressionen kämpfen, durch die sogar letztlich jemand zu Tode kommt. Dass Alberto auf zwei unbekannte, junge Schauspieler gesetzt hat, funktioniere, und sogar die Unsicherheit von Max Pelayo bei der Darstellung von Ari wirke sich vorteilhaft für diese Rolle aus. Reese Gonzales spiele Dante absolut überzeugend, und selbst wenn die beiden Jungen über Dinge wie Masturbation reden, rutsche der Film nie in schlüpfrige Comedy ab. Wie bei Call Me by Your Name getraue sich der Film, sexy zu sein, indem er seine 15-jährigen Protagonisten in hautenge Crop-Tops und Shorts steckt, wenn man Aristoteles and Dante jedoch auf eine queere Coming-of-Age-Geschichte reduziere, tue man ihm Unrecht, da es sich um einen der vielseitigsten Teenagerfilme überhaupt handele.

### Einsatz im Unterricht
Das Onlineportal kinofenster.de empfiehlt den Film ab der 9. Klasse für die Unterrichtsfächer Englisch, Deutsch, Geschichte, Politik und Sozial/Gemeinschaftskunde und bietet Materialien zum Film für den Unterricht. Dort schreibt Rochus Wolff, die Romanadaption biete sich dafür an, im Englisch- oder Deutschunterricht die medienspezifischen Unterschiede und Veränderungen vom Roman zum Film beziehungsweise zum Drehbuch zu untersuchen und zu diskutieren. Weiter könne dazu angeregt werden, das Coming-out in diesem Film mit anderen Filmen oder Erzählungen über LGBTQI+-Jugendliche zu vergleichen. Auch ein Blick auf den historischen Kontext der späten 1980er Jahre lohne sich.

### Auszeichnungen
Festival des amerikanischen Films 2023
- Nominierung im Hauptwettbewerb[10]

Guild of Music Supervisors Awards 2024
- Nominierung für die Beste Music Supervision – Filme mit einem Budget von unter 10 Millionen US-Dollar (Adam Bennati)[17]

Miami Film Festival 2023
- Nominierung für den Jordan Ressler First Feature Award (Aitch Alberto)[9]

Mons Love International Film Festival 2024
- Nominierung im Internationalen Wettbewerb
- Auszeichnung mit dem Publikumspreis
- Auszeichnung mit dem Bürgerpreis[18][19]

Palm Springs International Film Festival 2022
- Aufnahme in die Liste der Directors to Watch (Aitch Alberto)[20]

Palm Springs International Film Festival 2023
- Nominierung für den New Voices/New Visions Grand Jury Prize (Aitch Alberto)[8]